# Riou Frayzi
Le Riou Frayzi est une rivière du sud de la France. C'est un affluent direct du Tarn en rive gauche, donc un sous-affluent de la Garonne.

## Géographie
De 11,5 km de longueur, le Riou Frayzi prend sa source commune de Peyrole sous le nom de Ruisseau de Marssac puis prend le nom de Ruisseau la Brunerie et se jette dans le Tarn en rive gauche commune de Montans sous le nom de Riou Frayzi.

### Communes et cantons traversés
- Tarn : Lisle-sur-Tarn, Peyrole, Montans, Técou.

## Principaux affluents
- Ruisseau de la Nègre : 2,7 km
- Ruisseau de Badaillac : 6,6 km